# 堕アホリズム
『堕アホリズム』（だアホリズム）は、原作：宮条カルナ、作画：田中ひかるによる日本の漫画。アホリズムシリーズの内の1つで、『ガンガンONLINE』（スクウェア・エニックス）にて、2018年7月から2019年12月まで連載された。アホリズム本編から13年前（2023年）にあたる前日談。『弩アホリズム』からは4年後にあたる。
楢鹿高校に入学した食べることが大好きな海老沼小春(エビゾー)は、始業早々「戦うために必要な漢字一文字を書け」と言われ、「食」という文字を選ぶ。だがこの文字は「病文字」と呼ばれる、心身に異常を来すいわく付きの文字だった。加えて、この年は遺体から文字が盗まれる事件が起きていた。

## 登場人物

### 生徒
海老沼小春（えびぬま こはる） 「食」
本作の主人公。エビのしっぽのような三つ編みがトレードマークで、通称「エビゾー」。漢字一文字を選べと言われ迷わず「食」を選ぶほど食べることが好き。華奢な体つきをしているが相当な大食漢で、実家が定食屋で昔から残飯処理をしていたこともあり、数十人前の料理をぺろりと平らげる。楢鹿高校にも、有名シェフ監修の学食だけを楽しみに入学した。政府組サブリーダーにも関わらず本部での研修は受けておらず、何の知識もないまま入学する。そのため、「食」が「病文字」であることも知らずに選んでしまった。単純だが実直な性格で、過去に「病文字」を持った者が全員死んだという末路を聞いた後も、政府組として生徒たちの役に立とうと不器用ながらに奔走する。対応策の少ない「封」の蝕では、その正義感から「封」を食して撃破する。それ以降、より一層自身の食欲に支配され、夢遊病のように移動してお菓子を食べたり、自分の手や腕を食して気絶しているところを猿子に助けられたりと、記憶を失うことが増えていく。また、村雲おさむや目黒一、猿子ゆかりらの食い散らかされたような死体から、殺害容疑を掛けられてしまうが、白や向島の調査により疑惑が晴れる。
卒業後が描かれている番外編では、国の機関で働いており、白と結婚し郁という子供もいる。国の機関で開発された安定剤を服用することで「食」の症状をコントロール出来ている。
白梅之助（つくも うめのすけ） 「封」
政府組リーダー。エビゾーに対しては、サブリーダーでありながらろくな勉強もせず入学し監視対象である「病文字」を選んでしまったことで、ゴミを見るような視線を向ける。試練の後、遺体から文字だけが切り取られていることに気付き、生徒内に「特別枠」と呼ばれる過去に1度問題を起こした文字(「集」)の所持者がいることを疑う。極度の人見知りで、人前では常に顔の前に本をかざしている。エビゾーと向島に対してだけは、慣れるための訓練をしたため顔を出して話せる。
「だあほりずむ的蛇足講座」では、先生役を務める。
柴崎妙子（しばさき たえこ） 「巣」
エビゾーと同じ3組の女子。実家が児童養護施設を営んでおり、子供の世話や怪我の手当てに慣れていたため簡単な治療なら自力でそつなくこなす。入学式に遅れそうなエビゾーにも声を掛けるなど、面倒見がいい。文字については知らずに楢鹿高校に入学し、使い方のわからない文字を選んでしまったため、試練では戦うことができずよく怪我を負っている。
実際には今回の黒幕。最凶の「病文字」である「欲」を所有しており、文字に執着して他人の死体から収集して移植するようになる。移植部分を隠すために怪我を装って包帯を巻いているが、複数回の文字移植に妙子の体が耐えきれず暴走してしまう。野上の「卵」の能力によって閉じ込められた。その後、野上の死体から彼女らしきミイラがでてきた。
猿子ゆかり（ましこ ゆかり） 「閃」
1組の女子。サバサバとした性格で、姐御肌。寮の同部屋の子が死んだ同士ということで、エビゾーの部屋に転がり込む。楢鹿高校には多少の知識を持って入学したようで、文字についてエビゾーより詳しい一面もある。友達思いで、「病文字」を選んでしまったエビゾーの観察を日記をつけることで危機管理できるよう提案した。
向島義明（むこうじま よしあき） 「罠」
政府組元リーダー。白と共に本部で研修を受けていたが、本部に無断で入学予定者へ文字データを送りつけるなどの問題行為により入学直前にリーダーをクビになった。元々サブの予定だった白がリーダーに、研修を受けていなかったエビゾーが急遽サブに繰上げになったのもそのため。気難しい性格で協調性に欠け、集会などにも顔を出さない。周囲に浸透しているあだ名があろうと、自分流のあだ名で他人の名前を呼ぶ。
「だあほりずむ的蛇足講座」では先生役を務めるが、ほぼサボっている。
野上駿太（のがみ しゅんた） 「卵」
『完熟英雄』というゲームをこよなく愛する少年。「卵」もそこから着想を得ている。能力を使う際に手に持っている大麻は、いわゆる雰囲気アイテム。文字や楢鹿高校についても知識があり、エビゾーが「食」を使いこなすための特訓にも手を貸す。
「卵」に妙子を閉じ込めるが、妙子の幻覚を見るようになり自殺した。
南大樹（みなみ ひろき） 「九(りゅう)」
文字について予習して入学してきており、自らを「漢字博士」と称する。友人が試練以外の場で殺害されたことに憤りを感じ、政府組の調査への協力を名乗り出る。
栂村天子（んがむら てんこ） 「枯」
『弩アホリズム』に４歳上の兄が登場する。兄のことを非常に尊敬しており、口を開けば「お兄ちゃん」の話ばかりする。兄同様に、政府組という組織を信用していない。
番外編では、卒業後の兄の死亡通知を受け、国の機関からは脱退する。
目黒一（めぐろ はじめ） 「医(くすし)」
進んで回復役の文字を選んだ心優しい少年。入学初日、妙子に一目惚れし、関係を深めて交際を始める。ある日、自室で妙子と一緒に勉強している際に文字の移植部分を目撃してしまい、妙子に殺害される。
村雲おさむ(むらくも おさむ) 「鉈」
3回目の試練のあと行方がわからなくなり、体育館裏で上半身が大きく破損した状態の遺体として発見された。実際には、妙子の文字収集現場を目撃してしまったため、妙子に殺害された。
利根川(とねがわ)　「透」
「透」という文字が監視対象と知ってか知らずか、政府組として文字調査をしていたエビゾーたちには自身の文字を隠していた。

### その他の人物
新田カナ（にった カナ）
妙子の実家の児童養護施設で育った少女。子どもの頃は妙子のものを何でも欲しがり、妙子が欲を選ぶ原因になった。番外編にも登場する。

## 蝕
始
入学後、1番初めに確定で起きる蝕。一定時間経てば自然に消滅する。
硃
比較的対応容易な蝕。一定時間経てば自然に消滅する。
封
ウーパールーパーのような見た目の爬虫類がチェーンに釘打たれている。地面に木を植え付け、触れた者の文字の能力を無効化する。海老沼が食したことで消滅した。

## 作中用語
特別枠
過去に一度問題を起こした人物が所有していた文字が対象であり、監視対象となる。例としては「集」が挙げられる。
病文字
特別枠の文字所有者が類似の問題を再び起こすと認定される。身体能力や五感の向上がみられるが、それ以上にデメリットが大きい。具体的には、自身の精神的なバランスを崩し、性格言動が変化する。さらには周りにも悪影響を及ぼす。例としては「寝」「欲」「苦」「怒」「飲」「食」などが挙げられ、共通の特徴として脳の無意識な欲求である場合が多い。

## 書誌情報
- 原作：宮条カルナ、作画：田中ひかる 『堕アホリズム』 スクウェア・エニックス〈ガンガンコミックス〉、全2巻
  1. 2019年2月22日発売[1]、ISBN 978-4-7575-6010-9
  2. 2020年3月12日発売[2]、ISBN 978-4-7575-6551-7